# Рюттю (платформа)
Рю́ттю (фин. Rytty) — остановочный пункт и бывшая железнодорожная станция на 274,2 км перегона Хелюля — Кааламо линии Сортавала — Суоярви I. Расположен в одноимённом посёлке Кааламского сельского поселения Сортавальского района Карелии.

## Современное состояние остановочного пункта
Путевое развитие станции было ликвидировано в 1990-х годах, и Рюттю превратилась в остановочный пункт.
В настоящее время (2019 год) сохранилось здание вокзала, считающееся выявленным объектом культурного наследия. На полузаросшей пассажирской платформе  установлен современный пассажирский павильон, а также новые информационные таблички с названием остановочного пункта, в том числе и на закрытом здании вокзала. Несмотря на это у пассажирских поездов тарифная остановка здесь не предусмотрена.
| Пригородное обращение поездов        |
| ------------------------------------ |
| Сортавала - Лодейное Поле №6027/6025 |
| Лодейное Поле - Сортавала №6026/6028 |
| Сортавала - Лодейное Поле №6023/6021 |
| Лодейное Поле - Сортавала №6022/6024 |

## История
Станция Rytty, как и весь участок Сортавала — Вяртсиля — Йоэнсуу, был открыт 01.11.1894. Станция имела два боковых пути. В чётной (северной) горловине был (и остаётся по сей день) железнодорожный переезд. Полезная длина путей станции составляла 700 метров.

## Галерея
- Остановочный пункт Рюттю
- Старая табличка на вокзальном здании.
- Вид в сторону Хелюля.
- Вокзал.
- Вид в сторону Кааламо.